# Snickers

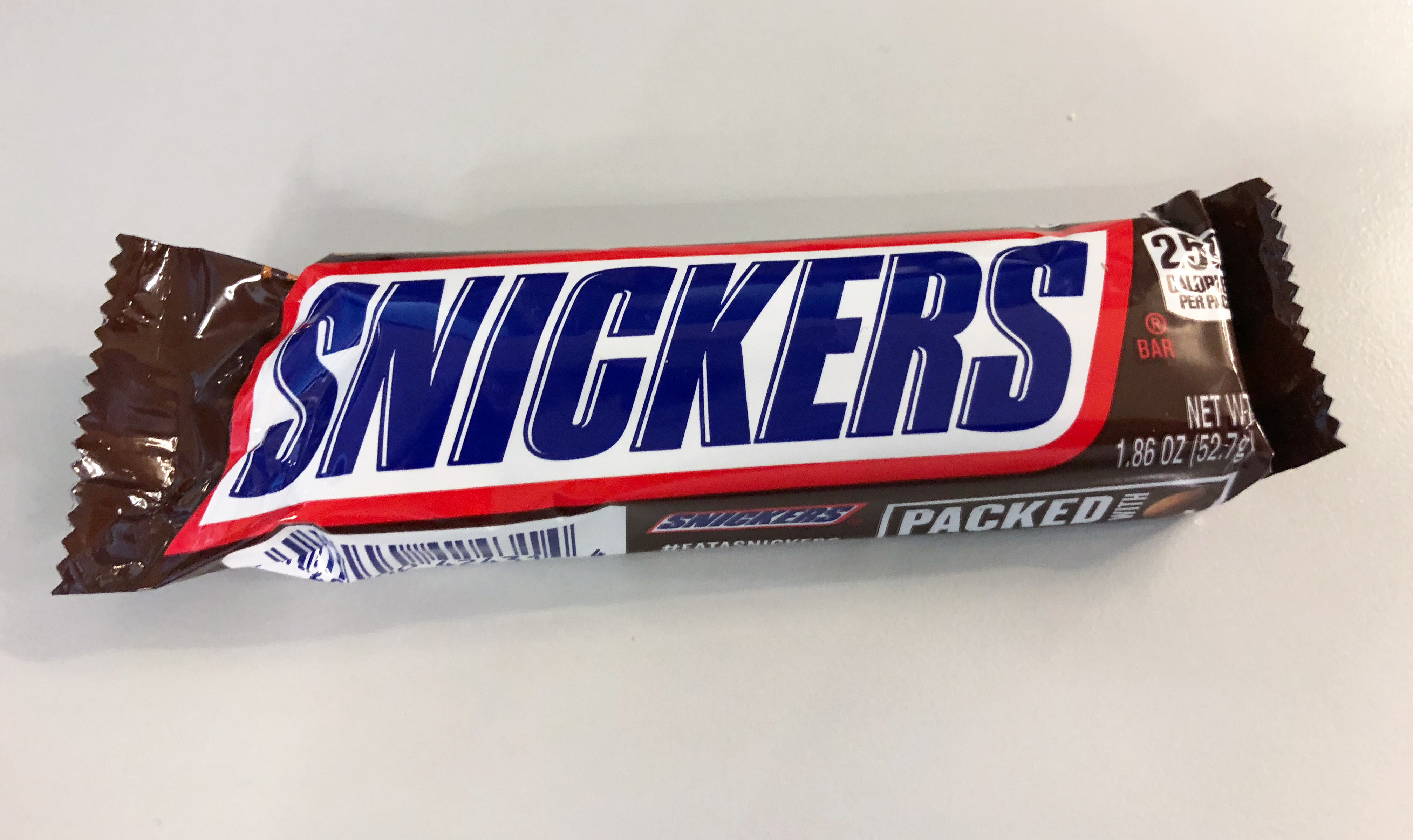
Barrita de Snickers en su envoltorio

Snickers es una barra de chocolate elaborada y distribuida por Mars Incorporated. Tiene un relleno de turrón y mantequilla de cacahuete con una cobertura de caramelo y cacahuetes troceados, cubierto con chocolate con leche. Está considerada la chocolatina más vendida de todos los tiempos, con una recaudación anual de más de 380 millones de dólares.
Su comercialización comenzó en 1930, después del lanzamiento de Milky Way, y se decidió nombrar al nuevo dulce igual que el caballo de carreras favorito de la familia. Tras expandir el producto por todo Estados Unidos, en 1984 Snickers se convierte en el aperitivo oficial de los Juegos Olímpicos de 1984. En el Reino Unido, la Isla de Man e Irlanda se comercializó con el nombre de Marathon, aunque en 1990 pasó a tener la misma denominación. El patrocinio deportivo también se realizó en los torneos de FIFA desde 1993 hasta 1998 y la Eurocopa de 1996.
Además del Snickers tradicional, existen variedades que han surgido a lo largo de los años. La primera, Snickers Munch, salió a la venta en 1970 y es crujiente. Hay otras variedades con cereales, almendras o nueces, e incluso productos derivados como un sabor de helado.